# 鏢局

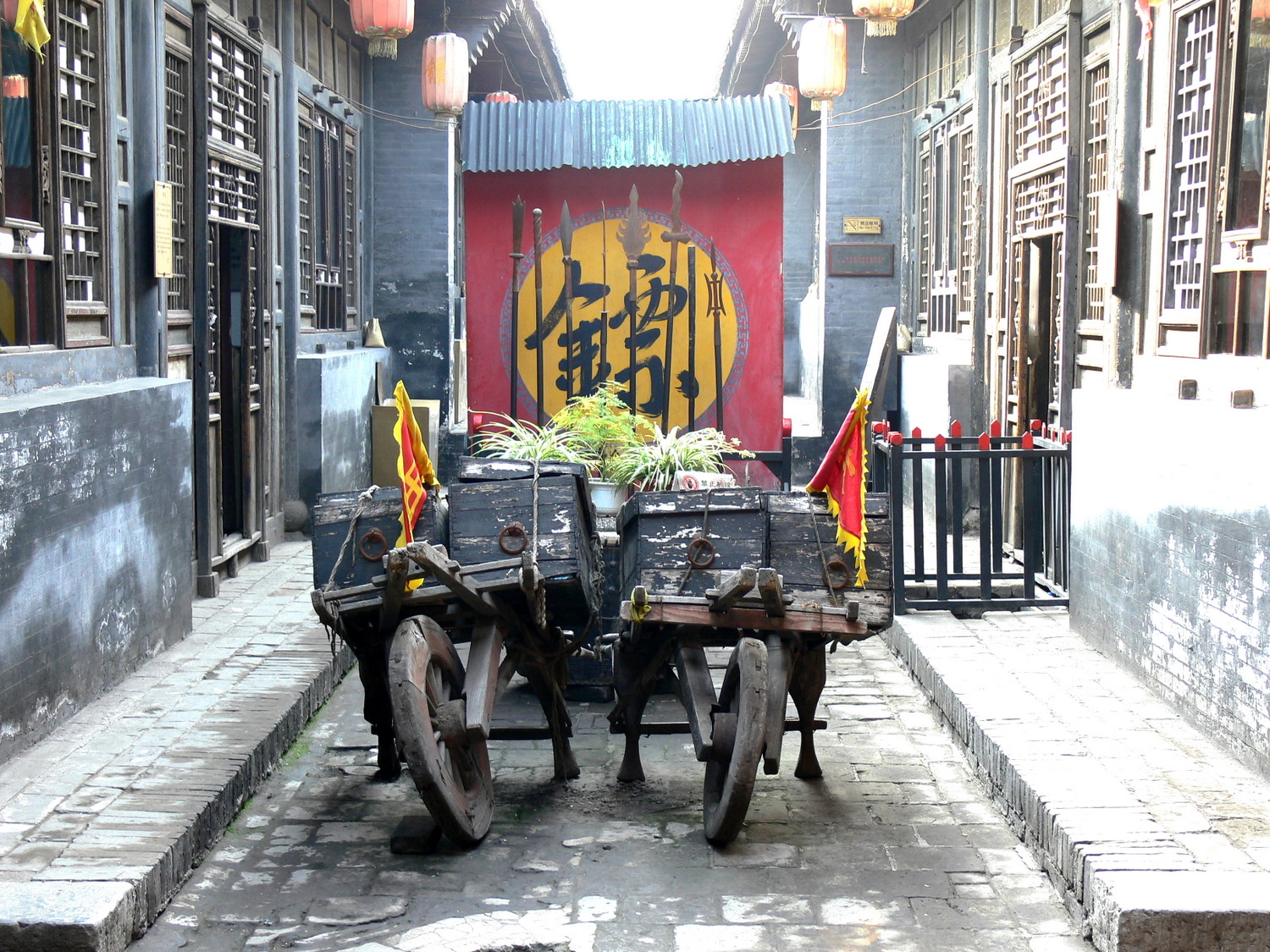
平遥古城のヒョウ局が所有する鏢車。鏢局と分かるように鏢旗と呼ばれる旗を掲げる

鏢局（ひょうきょく）もしくは鏢行（ひょうこう）は、中国に存在した、運送業と警備業と保険業を兼ねた商売のこと。正確な歴史的起源は不明だが、清代に民間で隆盛した。

## 概要
鏢局は、金品や旅客の護送を請け負い、鏢師、鏢客と呼ばれる用心棒が派遣される。貨物が紛失、盗賊等により強奪された際には、委託主への賠償責任を持つ。一般には沿道の顔役にみかじめ料を払って、道中の安全を図ることが多い。
「鏢」とは元々手裏剣か投げナイフと類似する投擲武器を意味する言葉であり、「鏢刀」とも呼ぶ。強盗との近身戦に即応性があり連射も効く特性から、古代中国の警備業に投擲武器は重視されており、そのため警備員は「鏢使い」を意味する「鏢師」（ひょうし）、警備業者は鏢局と呼ばれるようになった。現代中国語で警備員や用心棒を指す言葉「保鏢」もこれに由来している。他、鏢に縄がついた武器「縄鏢」も存在している。
中国の大衆小説である武俠小説においては、鏢局と鏢局が護送する荷を狙う盗賊などが登場することが多い。

## 組織
北京には北京八大镖局と評される镖局が開業しており、その中で大手は会友镖局であった、そのほかには、永兴、志成、正兴、义友、光兴などがあった。
階級としては、大掌柜（局長）がトップで、次に鏢头（鏢頭）がおり、次に鏢師、見習い・小間使いの趟子手と雑役がいる。また別の例では、老板、總鏢頭、鏢頭、鏢師、掌櫃、趟子手、雜役がいる。
趟子手は、襲われた時や身分を明かす時、助けを求める時などに趟子を叫ぶ役割である。合吾という合言葉もあり、これは「友よ参る」を意味する語で鏢局の開祖ともされる張黑五の黑五の同音異義語である。

## 業務
業務を走鏢と呼び。陸路の護衛を路鏢（陸鏢）、水路の護衛を水鏢という。

### 規律
三会一不（三會不一）という教育標語があり、（１）旅先で料理や暖を取るための火を起こせること（２）旅の最中でも靴を修理できること（３）人のいる場所での礼儀として髪を正せること（４：一不）寒さや日焼けなどの旅の過酷さに耐えるために顔を洗わないことと教えられ、顔を洗うことは家に帰ることと同義とされた。
水鏢のルール
- 晝伏夜出 - 日中は寝て、夜に襲ってくるのを警戒する。
- 人不離船 - 船を離れず監視する。荷下ろし場の近くは賑わっていたり、荒くれものが多いことから、警戒を怠って遊びに行くと罠にかかることから。
- 避諱女性 - ハニートラップ対策と評判のための女性対策ルール

陸鏢のルール
- 不住新開的旅店 - 旅人を殺したりする「黑店」を警戒し、新しい宿には泊まらない。
- 不住易主之店 - 主人が変わった店には泊まらない。「黑店」に代わっている可能性があることから、事前に人を送り確認を行う。
- 不住「花店」 - 売春宿には泊まらない。トラブル回避のため。

宿泊時のルール
- 不審な客がいないか確認する。
- 店の周囲に異常がないか確認する。
- 料理に変なものが無いか料理場を確認する。確認できなかった場合は、泊まることは泊まるが、手持ちの食料を食べた。
- 寝るときは、通常の風習なら頭に風が当たらないように窓には足を向けるが、異常に敏感となるために窓側に頭を向けて、武器や服を着たまま就寝する。
- 宿泊時には馬車を警備する人間を置き、有利な地を離れてトラブルの渦中に飛び込むような調虎離山の計を警戒し、異常が起きても馬車から離れないこととする。

業務上のルール
- 荷物の中身を聞かない
- 客の妻とは極力関わらない
- 旅の途中で値段を上げるとトラブルになるから行わない。一般的に、安全に送ってもらうために鏢師へ外快（チップ）が支払われる。

## 主題とする作品
映像作品
- 龍門鏢局（中国語版）
- 鏢門 Great Protector（中国語版）